# Arterias carotidotimpánicas
Las arterias carotidotimpánicas son ramas de la porción petrosa de la arteria carótida interna que riegan la cavidad timpánica. No presentan ramas. La rama carotidotimpánica (rama timpánica) es pequeña; penetra en la cavidad timpánica a través de un diminuto agujero en el canal carotídeo, y se anastomosa con la arteria timpánica anterior (rama timpánica anterior de la arteria maxilar) y con la arteria estilomastoidea.

## Distribución
Irrigan la cavidad timpánica.